# Pronaosz

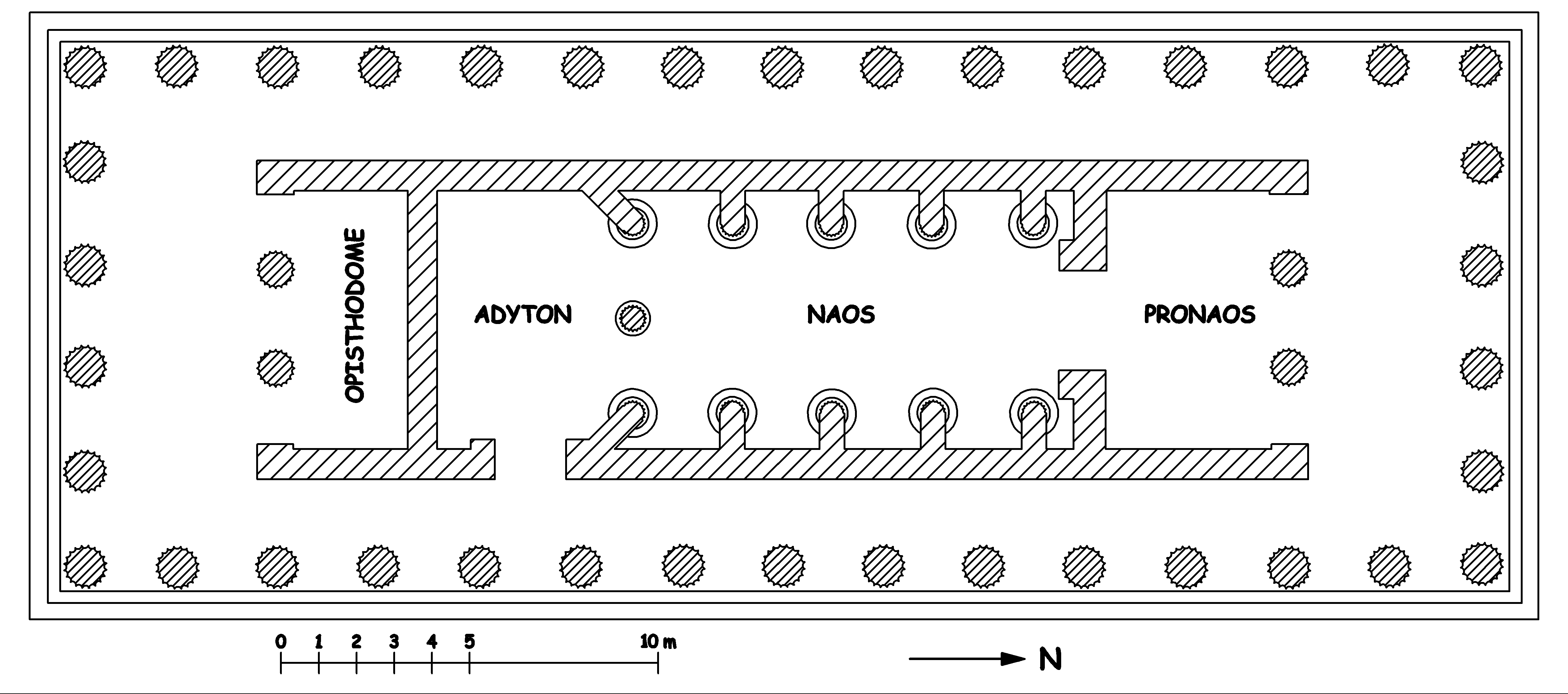
Pronaoszra példa a Bassaeban lévő Apolló-templom

A pronaosz (ógörögül: ὁ πρόναος  = „a naosz előtt“) a görög templomok előcsarnoka, amelyen keresztül a templom kultikus terébe a naoszba jutunk.
Elemei a naosz ajtaját tartalmazó, vagy egyszerűen csak elülső fala, a naosz oldalfalainak meghosszabbítása az elülső falán túl – azaz a két ante – és többnyire két oszlop, melyek a pronaosz elülső oldalán az architrávot tartják, és a szabad belépést szolgálják.
A pronaosz más és más megjelenést ölthet. Rendesen a pronaosz feletti gerendázat a sarkokban végződik. Ilyen az olümpiai Zeusz-templom, amelynél a pronaosz gerendázatának a fríze tartalmaz figurákkal díszített metopékat, miközben a körcsarnok fríze dísztelen. A Héphaisztosz-templomban, Athénben a körcsarnok oldalán körbefutó folyosóban a pronaosz gerendázata tovább folytatódik, hogy így annak belső oldalán is megjelenjék a csodálatos fríz.
Az athéni Parthenónban a pronaosz rövid ante-pillérekre redukált és az anték közt nincsenek oszlopok. Ehelyett a pronaosz teljes szélességében oszlopok állnak, így alkotva prosztázist. Az  athéni akropoliszon a Niké-templomban nélkülözték a pronaoszt egy prosztülosz kedvéért.
Templomok hasonló szerkezetű, de a hátsó fronton lévő terét opiszthodomosznak nevezzük. Ebből azonban nincs bejárat a naoszba.

## Fordítás
- Ez a szócikk részben vagy egészben  a   Pronaos című német Wikipédia-szócikk ezen változatának fordításán alapul.  Az eredeti cikk szerkesztőit annak laptörténete sorolja fel. Ez a jelzés csupán a megfogalmazás eredetét és a szerzői jogokat jelzi, nem szolgál a cikkben szereplő információk forrásmegjelöléseként.